# 亞利奇克湖
56°00′40″N 48°24′30″E / 56.0111°N 48.4083°E

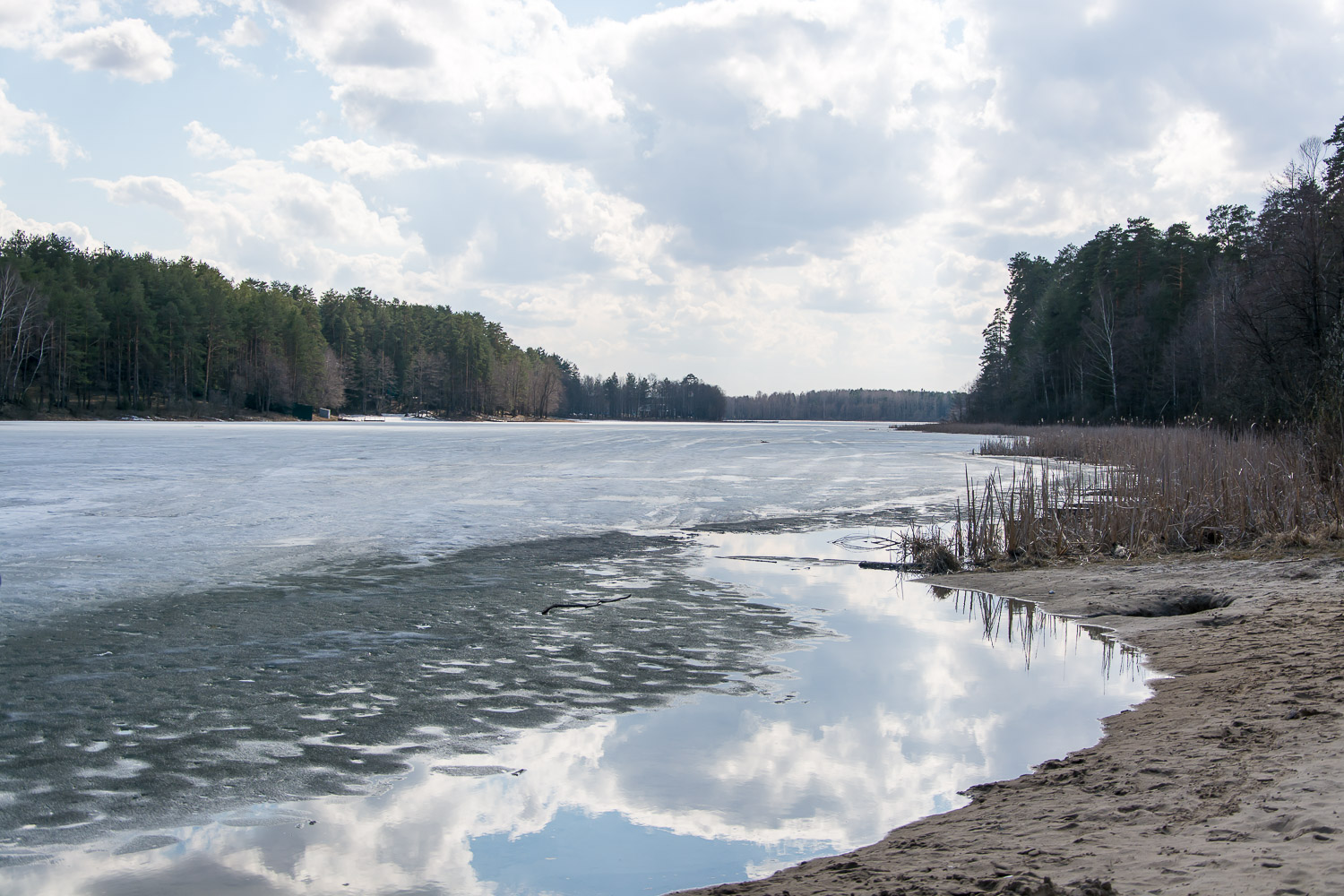

亞利奇克湖（俄语：Яльчик），是俄羅斯的湖泊，位於該國西部，由馬里埃爾共和國負責管轄，長1.6公里、寬0.325公里，面積1.496平方公里，海拔高度64米，最大水深35米。